# Mark Hamill
Mark Richard Hamill (ur. 25 września 1951 w Oakland w Kalifornii) – amerykański aktor, scenarzysta, producent filmowy i reżyser. Najbardziej znany z roli Luke’a Skywalkera w Gwiezdnych wojnach George’a Lucasa (Części IV–IX: Nowa nadzieja, Imperium kontratakuje, Powrót Jedi, Przebudzenie Mocy, Ostatni Jedi i Skywalker. Odrodzenie). Podkładał głos w filmach i serialach animowanych, w tym na jako Joker / Jack Napier w serialu Batman (Batman The Animated Series), a także w grach komputerowych jako Joker w Batman: Arkham Asylum, Batman: Arkham City i jako Watcher (obserwator Wojny) w Darksiders.
W 2018 otrzymał własną gwiazdę w Alei Gwiazd w Los Angeles znajdującą się przy 6834 Hollywood Boulevard.

## Życiorys

### Wczesne lata
Urodził się w Oakland w Kalifornii jako jedno z siedmiorga dzieci Virginii Suzanne (z domu Johnson; 1927–1998) i kapitana United States Navy Williama Thomasa Hamilla (ur. 1927). Wychowywał się z dwoma braćmi – Willem i Patrickiem oraz czterema siostrami – Terry, Jan, Jeanie i Kim. Jego ojciec miał angielskich, szkockich, irlandzkich i walijskich przodków, a jego matka była szwedzkiego i angielskiego pochodzenia. Praca ojca powodowała częste zmiany zamieszkania. Naukę rozpoczął w Walsingham Academy i Poe Middle School. W wieku 11 lat przeniósł się do kwartału 5900 Castleton Drive w San Diego w Kalifornii (o dodanej w 2017 symbolicznej nazwie "Honorary Mark Hamill Drive"), gdzie uczęszczał do Hale Junior High School. Po pierwszym roku w James Madison High School, jego rodzina przeniosła się do Wirginii, a Hamill chodził do Annandale High School. Gdy jego ojciec stacjonował w Japonii, Hamill uczęszczał do Yokohama’s High School i był członkiem Drama Club przy Nile C. Kinnick High School, którą ukończył w 1969. Później rozpoczął studia w Los Angeles City College na kierunku dramatu.

### Kariera

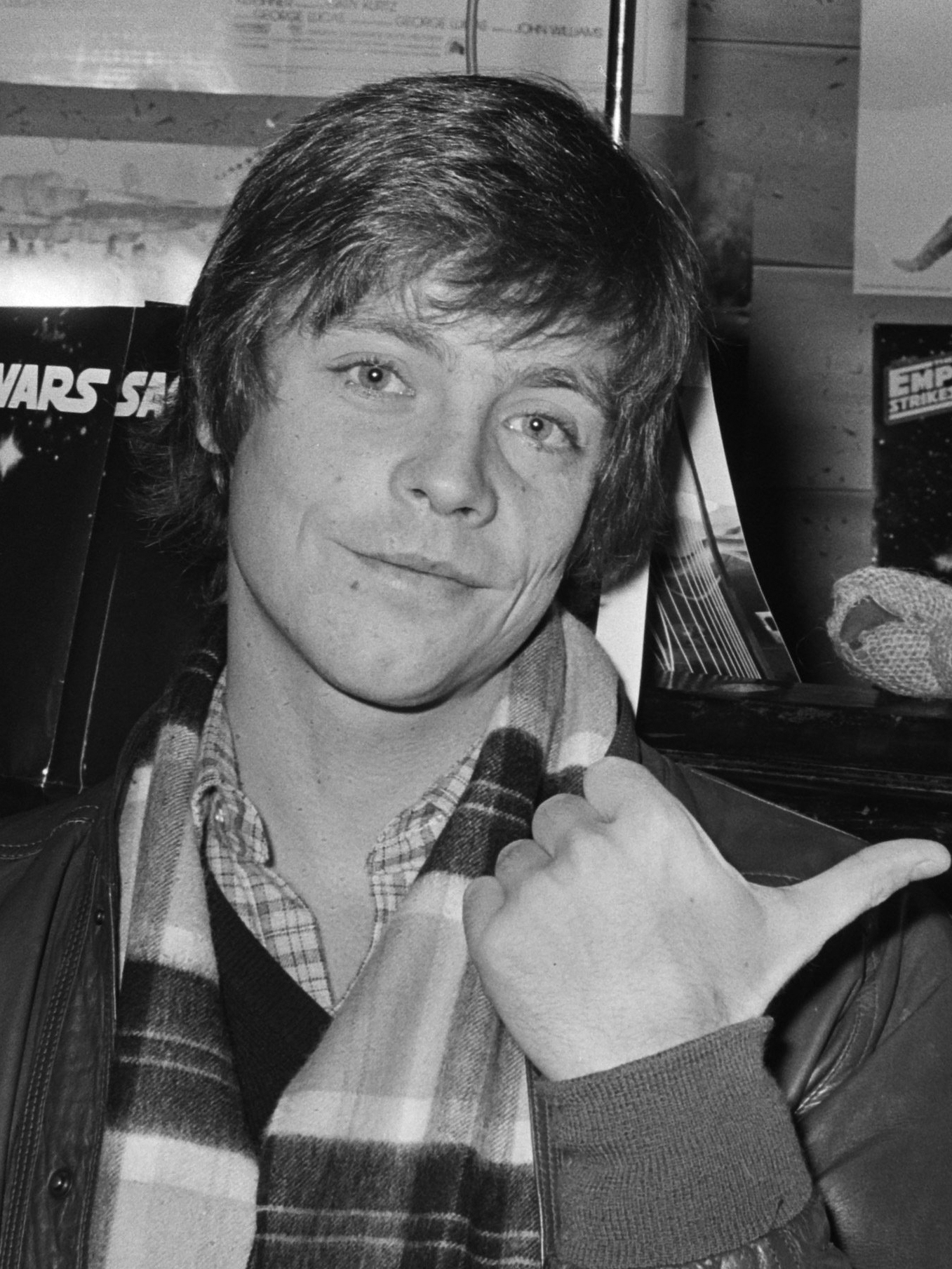
Mark Hamill, 1980

Po występie w jednym z odcinków serialu CBS Dyrektor szkoły (Headmaster, 1970) z Andym Griffithem i sitcomie NBC Bill Cosby Show (The Bill Cosby Show, 1970), wystąpił jako Kent Murray w operze mydlanej ABC Szpital miejski (General Hospital, 1972–1973), a potem jako Doobie w sitcomie ABC The Texas Wheelers (1974–1975).
Kiedy Robert Englund po przesłuchaniach do roli w dramacie wojennym Francisa Forda Coppoli Czas apokalipsy (Apocalypse Now) szedł przez korytarz, odbywały się także przesłuchania do filmu George’a Lucasa Gwiezdne wojny. Wśród kandydatów do roli Luke’a znajdowali się: Andrew Stevens, Robby Benson, Will Seltzer, Robert Englund, Charles Martin Smith i William Katt. Wówczas Englund zdał sobie sprawę, że jego przyjaciel Mark Hamill, byłby idealny do roli Luke’a Skywalkera. Zasugerował więc Hamillowi, by stanął do castingu; Hamill zrobił tak i otrzymał rolę. Za kreację Luke’a Skywalkera zdobył dwie nagrody Saturna; w Imperium kontratakuje (1980) i potem w Powrót Jedi (1983).
Po sukcesie Gwiezdnych wojen, okazało się, że publiczność identyfikuje go ściśle z rolą Luke’a Skywalkera, po której stał się idolem nastolatek i pojawił się w magazynach dla nastolatek takich jak „Tiger Beat”. Powrócił na ekran w głównej roli w komedii sensacyjnej Corvette Summer (1978) z Annie Potts, dramacie wojennym Wielka czerwona jedynka (The Big Red One, 1980) jako szeregowy Griff u boku Lee Marvina i Roberta Carradine oraz dramacie muzycznym Ronalda F. Maxwella Noc, kiedy w Georgie zgasły światła (The Night the Lights Went Out in Georgia, 1981) z Kristy McNichol i Dennisem Quaidem.
W 1980 pojawił się gościnnie w Muppet Show (The Muppet Show), a potem także w serialach: Niesamowite historie (Amazing Stories, 1986) i Nowa seria Alfred Hitchcock przedstawia (The New Alfred Hitchcock Presents, 1987).
W 1981 zebrał pochlebne recenzje za swoje występy na scenie w sztukach na Broadwayu: Amadeusz jako Wolfgang Amadeus Mozart i Człowiek słoń (The Elephant Man) jako John Merrick u boku Kevina Conwaya. W 1985 za rolę Tony’ego Harta w Harrigan n 'Hart był nominowany do Drama Desk Award. Na początku roku 1986 trafił na scenę off-Broadwayowską Union Square Theatre jako Gordon Miller w przedstawieniu Room Service. W 2003 powrócił na Broadway – Coconut Grove Playhouse jako Michael Minetti w spektaklu Six Dance Lessons in Six Weeks z Rue McClanahan.
W sierpniu 2018 dołączył do obsady serialu stacji History Templariusze (Knightfall) jako Talus, weteran zakonu.

## Życie prywatne
W 1976 spotykał się z Koo Stark. 17 grudnia 1978 poślubił higienistkę stomatolog Marilou York. Mają trójkę dzieci: dwóch synów – Nathana Eliasa (ur. 25 czerwca 1979) i Griffina (ur. 4 marca 1983) oraz córkę Chelseę Elizabeth (ur. 27 lipca 1988).

## Filmografia

### Filmy
- 1977: Gwiezdne wojny: część IV – Nowa nadzieja jako Luke Skywalker
- 1977: Miasto (The City, TV) jako Eugene Banks
- 1978: Corvette Summer jako Kenny Dantley
- 1978: The Star Wars Holiday Special jako Luke Skywalker
- 1980: Gwiezdne wojny: część V – Imperium kontratakuje jako Luke Skywalker
- 1980: Wielka Czerwona Jedynka jako szeregowiec Griff
- 1983: Gwiezdne wojny: część VI – Powrót Jedi jako Luke Skywalker
- 1989: Upadek Orłów jako Peter Froehlich[31]
- 1991:  Mutronika (Guyver) jako Max Reed
- 1993: Batman: Maska Batmana (Batman: Mask of The Phantasm) jako Joker (głos)
- 1995: Wioska Przeklętych (Villige of the Damned) jako Wielebny George
- 2000: Batman: Powrót Jokera (Batman Beyond: Return of the Joker) jako Jack Napier; The Joker, Jordan Price (głos)
- 2006: Ostateczni mściciele 2 jako dr Oiler (głos)
- 2014: Kingsman: Tajne służby jako profesor Arnold
- 2015: Gwiezdne wojny: Przebudzenie Mocy jako Luke Skywalker
- 2017: Gwiezdne wojny: Ostatni Jedi jako Luke Skywalker
- 2019: Gwiezdne wojny: Skywalker. Odrodzenie jako Luke Skywalker
- 2019: Laleczka jako Chucky (głos)

### Seriale TV
- 1970: Bill Cosby Show (The Bill Cosby Show) jako Henry
- 1970: Dyrektor szkoły (Headmaster) jako Allan
- 1972–1973: Szpital miejski (General Hospital) jako Kent Murray
- 1973: Jeannie jako Corey Anders (głos)
- 1975: Ulice San Francisco jako Andrew ‘Andy’ Turner
- 1977: Ulice San Francisco jako Billy Wilson
- 1993: Mała Syrenka (The Little Mermaid) jako Hans Christian Andersen / Zeus (głos)
- 2000–2002: Nagi patrol jako ‘Divine Rod’ Petrie
- 2001: Hamilton jako Mike Hawkins
- 2001: V.I.P. jako Ned Irons
- 2010: Hero Factory: Fabryka Bohaterów jako Von Nebula
- 2017: The Big Bang Theory jako on sam
- 2019: Templariusze jako Talus
- 2019: Scooby Doo i... zgadnij kto? (Scooby-Doo and Guess Who?), odcinek: Miecz, lis i Scooby-Doo! jako on sam (głos)[32]
- 2020: The Mandalorian jako Luke Skywalker
- 2022: Księga Boby Fetta jako Luke Skywalker

### Gry komputerowe
- 1995: Full Throttle jako Ripburger (głos)
- 1996: Wing Commander IV jako Christopher Blair
- 2005: Yakuza jako Goro Majima
- 2009: Batman: Arkham Asylum jako Joker
- 2009: Darksiders jako Obserwator
- 2010: Kingdom Hearts: Birth by Sleep jako Mistrz Eraqus
- 2011: Batman: Arkham City jako Joker
- 2015: Batman: Arkham Knight jako Joker